# Connexion Wi-Fi Nintendo
Pour les articles homonymes, voir CWF.
Chronologie des versions
Nintendo Network
La Connexion Wi-Fi Nintendo (ou CWF Nintendo, Nintendo WFC) est un service de jeu en ligne gratuit créé par Nintendo pour les jeux compatibles Nintendo DS et Wii. Il permet également de discuter en ligne avec ses adversaires avant de lancer une partie et après la partie avec certains jeux. Metroid Prime Hunters a été le premier jeu DS à utiliser cette fonctionnalité de chat vocal.
Il a été discontinué par Nintendo le 20 mai 2014 et a été remplacé par Nintendo Network, un service uniquement disponible sur Nintendo 3DS, et sur la Wii U.
La Nintendo Switch, quant à elle, dispose du Nintendo Switch Online (payant).

## Histoire
La Connexion Wi-Fi Nintendo a été originellement lancée le 14 novembre 2005 par Nintendo pour la console Nintendo DS. Elle permettait à tous les joueurs de jouer en ligne gratuitement sur les jeux compatibles. Le service est annoncé puis lancé sur Wii le 19 novembre 2006, à la sortie de la console.
Le 10 mai 2006, Nintendo a annoncé qu'Opera serait le navigateur qui équiperait la Wii, navigateur qui est maintenant disponible dans sa version finale.
Le 26 janvier 2012, Nintendo a annoncé que la Connexion Wi-Fi Nintendo serait remplacée et absorbée par Nintendo Network, un tout nouveau système en ligne unifié qui apportera un paiement en ligne pour du contenu téléchargeable, un mode multijoueur de type communautaire et des comptes personnels (remplaçant les codes Amis en faveur d'une autre fonction). Il sera entièrement pris en charge sur la Nintendo 3DS et sur la Wii U, tout en continuant à fournir un support partiel pour Wii et Nintendo DS sous la marque de la connexion Wi-Fi Nintendo.
Le 27 février 2014, Nintendo annonce mettre fin au service en mai 2014. Cela est dû à Glu Mobile, qui annonçait, début 2014, la fermeture de leur service multijoueur en ligne GameSpy Technology pour le 31 mai 2014 à la suite de l'annonce d'IGN Entertainment de la fermeture de GameSpy.
Le 20 mai 2014, le service est désactivé, tous les services en ligne des jeux Nintendo DS et Wii sont désormais indisponibles, comme par exemple les courses et classements multijoueurs en ligne dans le jeu Mario Kart Wii, les combats multijoueurs en ligne dans Super Smash Bros. Brawl, etc.
Le 10 mai 2014, dix jours avant la fermeture officielle des services en ligne, le développeur Wiimm lance Wiimmfi, une alternative au service officiel qui permet de jouer en ligne après la fermeture des services, amélioré encore aujourd'hui, le service est compatible avec de nombreux jeux anciennement compatibles. Il faut cependant installer un homebrew, un programme non officiel, sur sa console Wii, ou bien entrer un DNS spécifique dans les paramètres Wi-Fi des jeux compatibles sur Nintendo DS afin d'y accéder.

## Fonctionnement
Pour pouvoir utiliser la Connexion Wi-Fi Nintendo, il faut posséder un routeur Wi-Fi ou un dongle, sorte de clé USB. La console Nintendo DS ou Wii se connecte ensuite en Wi-Fi au routeur ou à la clef (dongle) USB si l'on utilise un jeu prévu pour se jouer à travers Internet.
Les frais de connexion sont ceux de l'abonnement Internet du joueur, le service de jeu en ligne étant totalement gratuit.

## Matériels utilisés pour la connexion

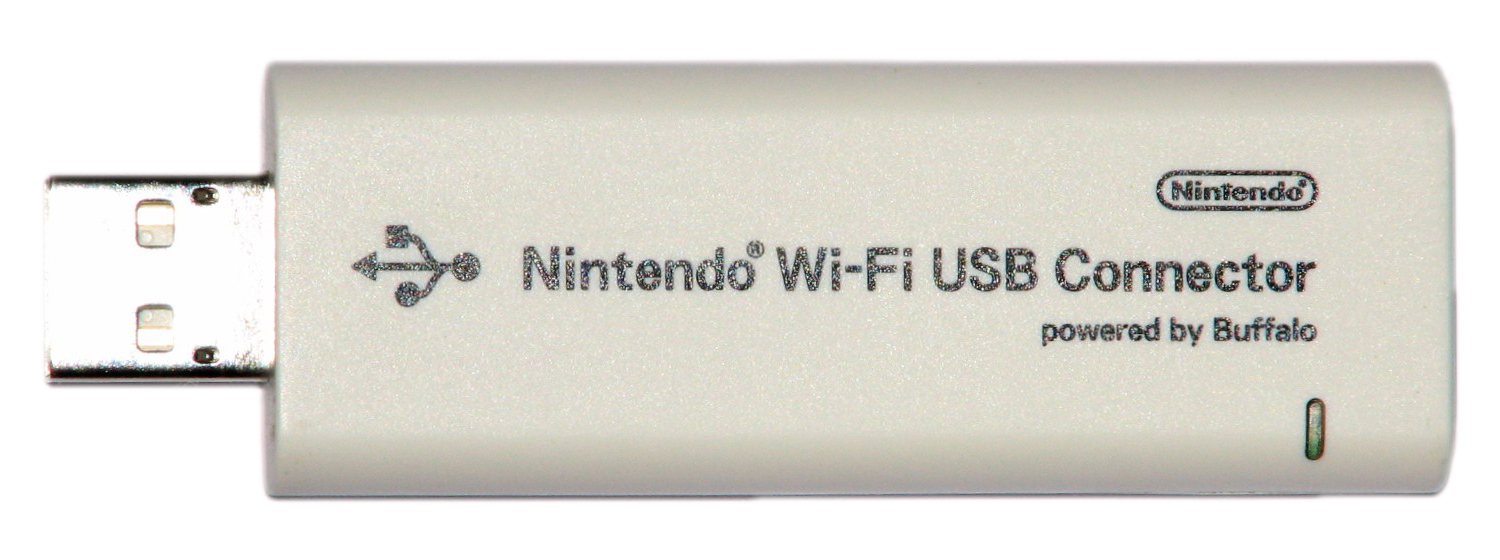
Clé USB Wi-Fi Nintendo.

Dans tous les cas, un accès à Internet à haut débit est indispensable.
Le dongle USB Nintendo n'est officiellement compatible qu'avec Windows XP 32 bits et Windows Vista, Windows 7, Windows 8 et Mac OS X ; des pilotes supplémentaires pour Linux peuvent être trouvés, mais ils ne sont pas supportés par Nintendo.
La seconde option est d'utiliser un réseau Wi-Fi domestique, créé à l'aide d'un routeur ou point d'accès sans fil.
Avec la Nintendo DS, il est également possible de se connecter depuis certains réseaux Wi-Fi publics. Des Hot Spots gratuits, gérés en partenariat avec Nintendo, existent au Japon (1 000 en novembre 2005), en Amérique du Nord (6 000 en novembre 2005) et en Angleterre (7 500 en novembre 2005).

### Protocoles supportés
La Nintendo DS se connecte grâce à la norme Wi-Fi 802.11b uniquement et la Wii peut se connecter grâce aux normes Wi-Fi 802.11b ou 802.11g.
La Nintendo DS ne supporte que le protocole WEP qui souffre de gros problèmes de sécurité, abandonné par la Wi-Fi Alliance en 2004. Contrairement à la Wii, elle ne peut pas être utilisée avec les protocoles plus sécurisés comme WPA et WPA2. Cependant, la Nintendo DSi peut se connecter à internet avec le WEP, la WPA et la WPA2. Mais la connexion WPA et WPA2 ne permet pas de jouer en ligne avec les jeux sortis avant la Nintendo DSi au Japon (puis aux États-Unis et en Europe), elle ne permet de jouer en ligne en WPA et WPA2 qu'avec les jeux sortis après la Nintendo DSi.